# Mkid – Mathe kann ich doch!

Mkid Logo

Mkid – Mathe kann ich doch! ist ein Programm der Vector Stiftung. Das zweijährige Programm richtet sich an Schülerinnen und Schüler der 6. Klasse, die Potenzial für den MINT-Bereich haben, dieses aber bislang nicht nutzen. Mkid ist ein Programm in Kooperation mit dem Seminar für Ausbildung und Fortbildung der Lehrkräfte Stuttgart (ehemals: Staatliches Seminar für Didaktik und Lehrerbildung Stuttgart).
Das Programm richtet sich explizit an das mittlere Leistungsniveau und findet an Gymnasien, Realschulen und Gemeinschaftsschulen (M- + E-Niveau) in Baden-Württemberg statt. Mkid wird im Schuljahr 2023/2024 an 160 Schulen durchgeführt.

## Ziele
Schülerinnen und Schüler sollen sich als kompetent erleben und ihr Selbstbild so verändern, dass sie erkennen: Mathe kann ich doch! Ebenso soll erreicht werden, dass Schülerinnen und Schüler anspruchsvollen Aufgaben mit Selbstbewusstsein und Selbstvertrauen begegnen und sich von der anfänglichen Komplexität des Problems nicht abschrecken lassen.

## Programm

### Grundgedanke
Besonders junge Schülerinnen und Schüler zweifeln an den eigenen schulischen Fähigkeiten, sobald es zu Misserfolgen kommt. Oft ist dies besonders in den Fächern Mathematik und Naturwissenschaften der Fall, wodurch viele Talente im MINT-Bereich verloren gehen. Das zweijährige Programm Mkid setzt genau hier an und richtet sich an Schüler der 6. Klasse, die Potenzial für Mathematik und Naturwissenschaften haben, dieses aber bislang nicht nutzen. Mkid setzt den Fokus auf Schülerinnen und Schüler des mittleren Leistungsniveaus.

### Programminhalte
In den Mkid-Kursen bekommen die Teilnehmer Lösungsstrategien an die Hand, die vielseitig anwendbar sind und mit denen sie schwierige Aufgaben selbstständig lösen können. Alle Mkid-Kurse werden in AG-Form von MINT-Lehrkräften oder MINT-Lehramtsstudierenden gehalten. Um den Zusammenhalt unter den Kindern und Jugendlichen zu stärken, finden zentral organisierte Exkursionen statt. Die Vector Stiftung unterstützt im Rahmen des zweijährigen Mkid-Programms jede Schule mit einem Projektbudget in Höhe von 5.000 €.
Darüber hinaus bietet Mkid den Schulen Folgendes:
- ein pädagogisches Konzept, binnendifferenziertes Material sowie zusätzliche Materialboxen für Klasse 6 und 7
- Pädagogisch-didaktische Fortbildungen am Seminar für Ausbildung und Fortbildung der Lehrkräfte
- Unterstützung bei der Gewinnung von Kursleiterinnen, Kursleitern, Schülerinnen und Schülern
- Netzwerktreffen für den gemeinsamen fachlichen Austausch
- Eine von der Vector Stiftung organisierte Mkid-Exkursion, um das Wir-Gefühl zu stärken.

### Evaluation
Zu Beginn des Schuljahres 2017/2018 wurde das Mkid-Programm unter der Leitung von Reinhold Nickolaus am Institut für Erziehungswissenschaft der Universität Stuttgart evaluiert. Die Längsschnittanalyse kam unter anderem zu dem Ergebnis, dass sich die Lernumgebung in den Mkid-Kursen positiv auf die Wahrnehmung der Schülerinnen und Schüler hinsichtlich Kompetenzerleben und Wohlbefinden auswirkt.

## Geschichte
Im Jahr 2011 startete erstmalig das Pilotprojekt „mach MI(N)T!“ des Staatlichen Seminars für Didaktik und Lehrerbildung Stuttgart in Kooperation mit der Heidehof Stiftung. Ab 2014 wurde das Pilotprojekt durch die Vector Stiftung unterstützt. Im Jahr 2017 entwickelte eine Gruppe des Seminars für Ausbildung und Fortbildung der Lehrkräfte Stuttgart in Zusammenarbeit mit dem Physiker und Mathematiker Detlef Hoche ein pädagogisch-didaktisches Konzept: Mkid – Mathe kann ich doch!

### Entwicklung

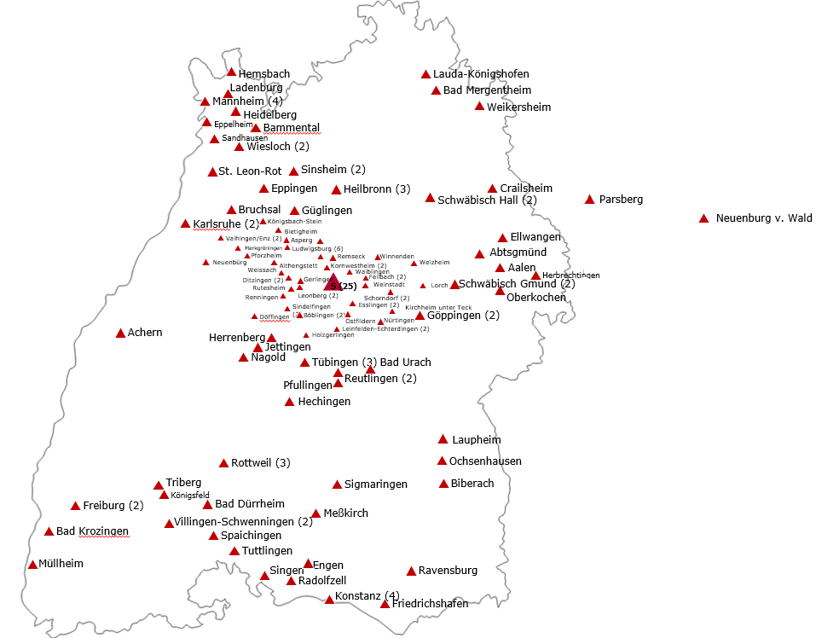
160 Mkid-Schulen in Baden-Württemberg

Mkid wurde im Schuljahr 2017/18 an 11 Schulen in Stuttgart pilotiert. Die Anzahl der teilnehmenden Schulen nahm stetig zu:
| Schuljahr               | 2017/18 | 2018/19 | 2019/20 | 2020/21 | 2021/22 | 2022/23 | 2023/24 |
| ----------------------- | ------- | ------- | ------- | ------- | ------- | ------- | ------- |
| Anzahl der Mkid-Schulen | 11      | 18      | 33      | 38      | 50      | 105     | 160     |

Aufgrund der stark gewachsenen Anzahl der teilnehmenden Schulen, finden die Fortbildungen seit dem Schuljahr 2023/24 in Kooperation mit den Seminarstandorten Heilbronn, Rottweil, Stuttgart und Tübingen statt.

## Auszeichnungen
Im Jahr 2022 erhielt das didaktische Konzept Mkid – Mathe kann ich doch! die Auszeichnung MINTrakete – Didaktik als Schlüssel. Die MINT-Vernetzungsstelle „MINTvernetzt“ zeichnete insgesamt 9 von 50 Konzepten, darunter auch Mkid, als MINTrakete aus. Die MINTraketen stehen für gute Praxisbeispiele in der außerschulischen MINT-Bildung, bei denen vorbildliche didaktische Konzepte zugrunde liegen.